# رومیا
رومیا (به لاتین: Rumia) یک شهر در لهستان است که در استان پومرانی واقع شده‌است.

## خصوصیات
رومیا ۳۲٫۸۶ کیلومترمربع مساحت و ۴۶٬۱۰۷ نفر جمعیت دارد.